# Expedición a Mollendo

Mapa de las operaciones durante la campaña de Tacna y Arica

La expedición a Mollendo fue una operación militar realizada entre el 9 y el 12 de marzo de 1880, durante la campaña terrestre de la Guerra del Pacífico. Bajo el mando del coronel chileno Orozimbo Barbosa, el objetivo fue destruir la infraestructura del puerto de Mollendo, a fin de cortar el suministro a la guarnición peruana de Arequipa. Durante la ocupación, la ciudad fue saqueada y parcialmente incendiada. Esta misión formó parte de la estrategia del general Manuel Baquedano para debilitar a la coalición peruano-boliviana en el sur de Perú, afectando gravemente las capacidades logísticas del ejército peruano.

## Objetivos de la expedición
Desde el comienzo de la guerra Mollendo, que estaba unido por ferrocarril con Arequipa, había sido el puerto de abastecimiento del ejército de Arequipa y como tal había sido bloqueado por la Armada de Chile. Cuando llegó el momento de bloquear el Callao, se necesitaron más naves y el gobierno chileno ordenó la destrucción de las instalaciones portuarias de Mollendo para de esa manera impedir la carga y descarga sin que la presencia de naves chilenas fuese necesaria.: 144–145 

## Sucesos

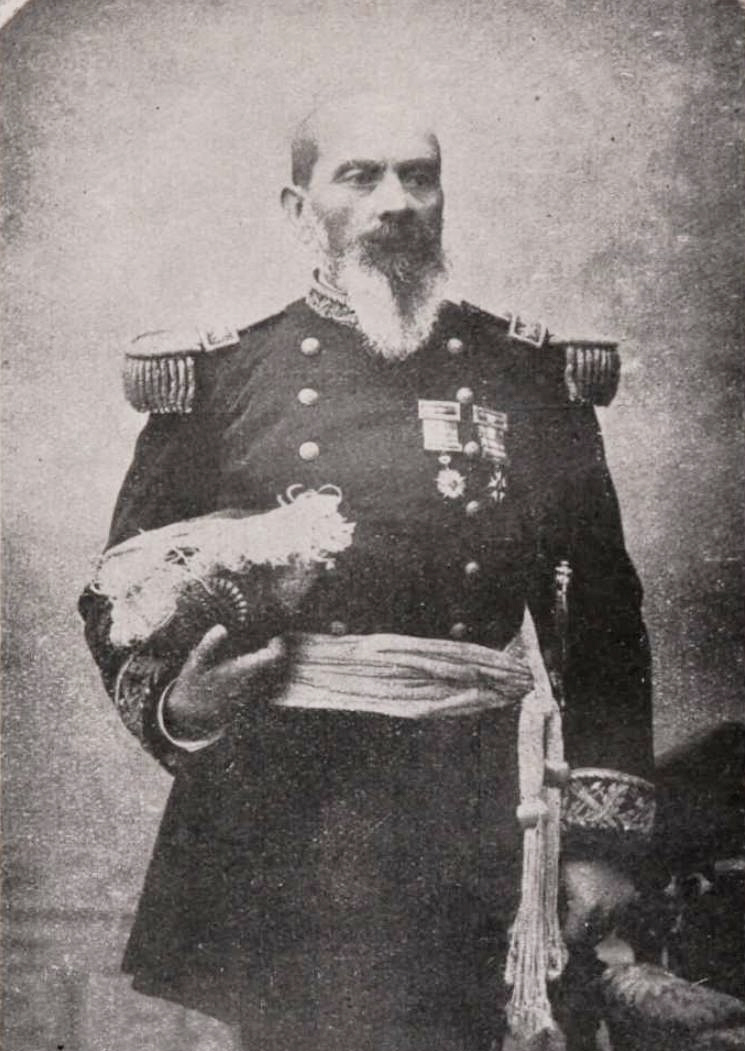
Orozimbo Barbosa, jefe de la expedición.

El alto mando chileno envió a Mollendo, en la costa del departamento de Arequipa, una expedición para destruir los ferrocarriles utilizados por los peruanos para el traslado de tropas y armamentos. En Arequipa, se encontraban las fuerzas del prefecto Carlos González Orbegoso compuestas por unos 2500 soldados. 
El coronel Orozimbo Barbosa partió hacia Mollendo al mando del Regimiento 3.º de Línea, el Batallón Navales, una brigada de zapadores y 30 jinetes del Cazadores a Caballo.
La guarnición de Mollendo, compuesta por 100 soldados, no trabó combate en el puerto y decidió retirarse ante la superioridad numérica y material de los chilenos a fin de evitar lo sucedido durante la toma de Pisagua, puerto que fue incendiado como consecuencia del bombardeo y el combate.
El mando chileno ordenó desembarcar al Navales en Mollendo y el resto de la tropa en Islay. El 9 de marzo, Barbosa partió a perseguir a la guarnición peruana con 500 hombres.
En Mollendo quedó el Regimiento 3º de Línea cuyos oficiales no lograron contener el saqueo de la aduana donde se guardaba una gran cantidad de mercancías y licores, lo que provocó que soldados ebrios se desparramaran por la población cometiendo una serie de tropelías contra sus habitantes y propiedades. 

[...] El incendio estaba en su mayor fuerza, la iglesia ardía completamente. Yo no me atreví a ir a ver el fuego de cerca, pues se sentían tiros a cada momento [...] Al día siguiente [...] el incendio aún no se había extinguido del todo [...] Varias familias todas ellas de pobres, se habían refugiado en la plaza, en donde lloraban y pedían misericordia, pues creían que todo el pueblo iba a ser quemado, y que a ellas las iban a matar [...] La mayor parte de las casas habían sido saqueadas por los soldados del 3° de línea y [...] varios otros soldados de los otros cuerpos [...] de estos muchos se volvieron al pueblo se emborracharon y principiaron el incendio y el saqueo. Muchos temimos que se habían quemado los que estaban completamente borrachos. El jueves y viernes (11 y 12 de marzo) el incendio continuó y también la destrucción de la estación muy superior a la de Santiago y Valparaíso.
Capellán chileno J. Eduardo Fabres. "El Estandarte Católico" de Santiago en marzo de 1880.

[...] todos los cuerpos de la expedición, se mancharon de aquella orgía, iluminadas por las llamas de una universal destrucción [...] saturado de petróleo, ardían en inextinguibles piras, atizado el fuego por soldados de Chile, conforme a órdenes superiores y a instrucciones exactas [...] sin más fruto que aquella vergonzosa y tan horrible y mal aconsejada devastación [...] Tres o cuatro millones (de pesos) destruidos, funestas escenas de inmoralidad para el soldado y la carga de un camello de reclamaciones diplomáticas, he allí en conjunto el fruto de la fatal expedición de Mollendo [...] del incendio que a la vez consumía a Mollendo, Mejía e Islay.
Benjamin Vicuña Mackenna.

[cita requerida]
Mientras esto ocurría en el puerto, el coronel Barboza avanzó hasta la estación de ferrocarril ubicada entre Tambo y Mejía donde le salió al encuentro la guarnición que se había retirado de Mollendo. Tras un ligero combate, las tropas chilenas se retiraron llevando consigo algunos prisioneros; al pasar por Mejía, destruyeron la línea del ferrocarril para después regresar a Mollendo. La fuerza que el prefecto de Arequipa había mandado hacia Mollendo tardó mucho en llegar a su destino y operó tan lentamente que permitió a Barboza regresar sin mayores contratiempos.

[...] Al llegar el coronel Barbosa a Mollendo se le presentó un espectáculo de horror, la orgía de un ejército desbandado entre las llamas de un incendio.
Benjamin Vicuña Mackenna.

[cita requerida]
Al encontrar a las tropas indisciplinadas y ocupadas en el saqueo, el jefe chileno ordenó el reembarque del 3.º de Línea ante lo cual 80 soldados desertaron y continuaron con los desmanes en las inmediaciones. El 12 de marzo, la expedición chilena abandonó Mollendo y regresó a Pacocha, donde arribó el día siguiente.
Los delitos cometidos quedaron impunes.[cita requerida]